# مقر كوكا كولا

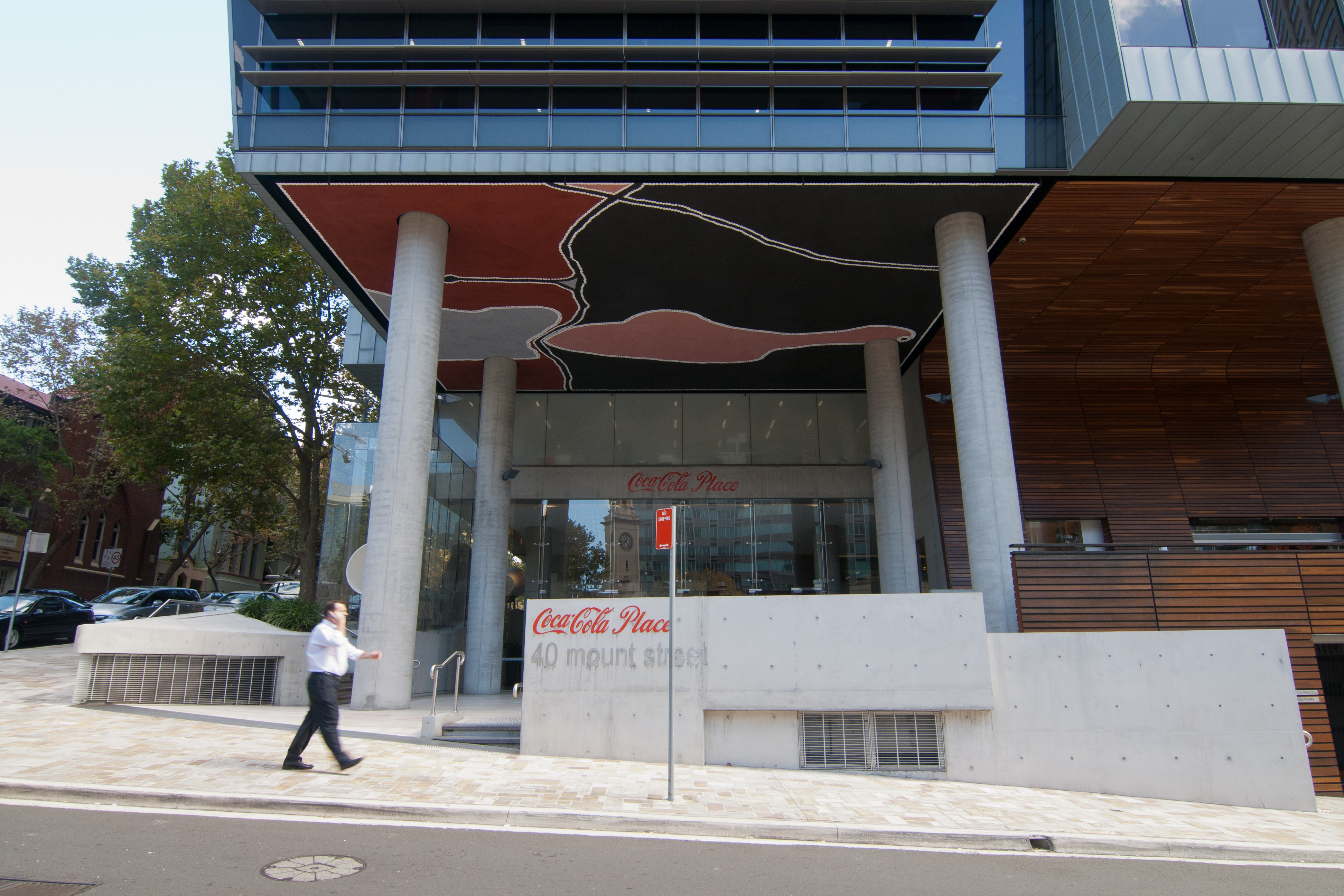
المدخل الرئيسي على زاوية شارع ويليام وجبل ستريت

مقر كوكا كولا، يعرف باسم (ذا آرك - The Ark) وهو مبنى مخصص للمكاتب التجارية، يتكون من 21 طابق، يقع شمال سيدني بأستراليا. والمبنى مملوك لعدة شركات. تم تصميم المبنى من قبل شركة الهندسة المعمارية رايس دوبني . يشمل المستأجرون الرئيسيون عدة شركات عالمية.
فاز المبنى بسلسلة من الجوائز منذ اكتماله في عام 2010  وحصل أيضًا على اعتماد نجمة خضراء من فئة 6 نجوم .